# Губернатор Ямало-Ненецкого автономного округа
Губерна́тор Ямало-Не́нецкого автоно́много о́круга — высшее должностное лицо Ямало-Ненецкого автономного округа. Возглавляет высший исполнительный орган государственной власти автономного округа — правительство Ямало-Ненецкого автономного округа.

## Полномочия
Согласно ст. 34 Устава (Основного закона) Ямало-Ненецкого автономного округа губернатор обладает следующими полномочиями:
- представляет автономный округ в отношениях с федеральными органами государственной власти, органами государственной власти других субъектов Российской Федерации, органами местного самоуправления и при осуществлении внешнеэкономических связей, при этом вправе подписывать договоры и соглашения от имени автономного округа;
- осуществляет право законодательной инициативы в Законодательном Собрании автономного округа;
- обнародует либо отклоняет законы автономного округа, принятые Законодательным Собранием автономного округа, в порядке, установленном Уставом автономного округа, Законом автономного округа и принятыми в соответствии с ними иными нормативными правовыми актами автономного округа;
- может участвовать в работе Законодательного Собрания автономного округа с правом голоса;
- принимает решение о досрочном прекращении полномочий Законодательного Собрания автономного округа по основаниям и в порядке, предусмотренным Федеральным законом;
- формирует Правительство автономного округа;
- принимает решение об отставке Правительства автономного округа и отдельных членов Правительства автономного округа;
- организует работу Правительства автономного округа и председательствует на его заседаниях;
- представляет в Законодательное Собрание автономного округа ежегодные отчеты о результатах деятельности Правительства автономного округа, в том числе по вопросам, поставленным Законодательным Собранием автономного округа;
- обнародует ежегодный доклад о положении дел в автономном округе;
- награждает окружными наградами, присваивает почетные звания автономного округа;
- согласовывает представление Генерального прокурора Российской Федерации о назначении на должность прокурора автономного округа с учетом мнения Законодательного Собрания автономного округа;
- представляет Законодательному Собранию автономного округа для назначения на должность кандидатуры судей Уставного суда автономного округа;
- принимает решение о наделении полномочиями члена Совета Федерации Федерального Собрания Российской Федерации — представителя от Правительства автономного округа;
- издает постановление об отрешении от должности главы муниципального образования или главы местной администрации в случаях, предусмотренных Федеральным законом;

и некоторыми другими полномочиями.

## Список губернаторов и глав администраций
| № | Руководитель                        | Руководитель    | Способ получения должности | Срок полномочий | Партийность | Партийность     |
| - | ----------------------------------- | --------------- | --- | --- | ----------- | --------------- |
| 1 | Лев Сергеевич Баяндин (1942–2018)   |                 | Указ президента РСФСР Бориса Ельцина от 23.10.1991 г., № 152 «О главах администраций Липецкой области и Ямало-Ненецкого автономного округа Тюменской области» | 23 октября 1991 — 12 февраля 1994 (как глава администрации Ямало-Ненецкого автономного округа)                                                                                 |             | беспартийный    |
| 2 | Юрий Васильевич Неёлов (1952–)      |                 | Указ президента РФ Бориса Ельцина о назначении выборы 13 октября 1996 (68,88 %) выборы 26 марта 2000 (88,1 %) 11 марта 2005 наделён полномочиями депутатами Государственной думы Ямало-Ненецкого автономного округа по представлению президента РФ Владимира Путина | 4 августа 1994 — 17 февраля 2010 (врио 12 февраля — 4 августа 1994, 17 февраля — 16 марта 2010; до 13 октября 1995 как глава администрации Ямало-Ненецкого автономного округа) |             | «НДР»           |
| 2 | Юрий Васильевич Неёлов (1952–)      | «Единая Россия» | Указ президента РФ Бориса Ельцина о назначении выборы 13 октября 1996 (68,88 %) выборы 26 марта 2000 (88,1 %) 11 марта 2005 наделён полномочиями депутатами Государственной думы Ямало-Ненецкого автономного округа по представлению президента РФ Владимира Путина | 4 августа 1994 — 17 февраля 2010 (врио 12 февраля — 4 августа 1994, 17 февраля — 16 марта 2010; до 13 октября 1995 как глава администрации Ямало-Ненецкого автономного округа) |             |                 |
| 3 | Дмитрий Николаевич Кобылкин (1971–) |                 | 3 марта 2010 наделён полномочиями Законодательным собранием ЯНАО по представлению президента РФ Дмитрия Медведева, 1 октября 2015 избран депутатами Законодательного собрания ЯНАО по представлению президента РФ Владимира Путина                                  | 16 марта 2010 — 18 мая 2018 (врио 12 марта — 1 октября 2015) |             | «Единая Россия» |
| — | Ирина Борисовна Соколова (1962–)    |                 | исполнение обязанностей по должности до назначения президентом РФ, как вице-губернатор ЯНАО | 18 — 29 мая 2018 |             | «Единая Россия» |
| 4 | Дмитрий Андреевич Артюхов (1988–)   |                 | назначение президентом РФ Владимиром Путиным 29 мая 2018 года, 9 сентября 2018 избран депутатами Законодательного собрания ЯНАО, 10 сентября 2023 переизбран депутатами Законодательного собрания ЯНАО по представлению президента РФ Владимира Путина              | 9 сентября 2018 — н. в. (врио 29 мая — 9 сентября 2018) |             | «Единая Россия» |